# Станіславівка (Кам'янець-Подільський район)
Станісла́вівка (раніше Баговицька Слобідка) — село в Україні, у Слобідсько-Кульчієвецькій сільській територіальній громаді Кам'янець-Подільського району Хмельницької області.

## Назва
Перейменоване, історично зафіксовано назву «Баговицька Слобідка». Стара назва походить від сусіднього села Баговиця, як його виселок, тобто «Слобідка» — у Східній Європі XVI—XVIII століття різновид поселення-колонії або новозасноване поселення.

## Географія
Подільське село Станіславівка знаходиться на березі річки Баговиця за 10 кілометрів від  міста Кам'янець-Подільський.

### Клімат
Станіславівка знаходяться в межах вологого континентального клімату із теплим літом у так званому «теплому Поділлі», тут весна настає на 2 тижні раніше.

## Історія
Перша згадка про поселення в 1840-их роках.
1898 року до складу Баговиці входили села Баговицька Слобідка, або ж тепер Станіславівка, та хутір Баговицький-Кордон. І якщо перші два поселення досі на своїх місцях, то хутір Баговицький-Кордон, що складався з трьох дворів, знаходився при впадінні річки Баговички в Дністер, тепер затоплений після будівництва ГЕС.
Часи УНР частини Української Галицької Армії на деякий час розташувалися в селах: Вербка, Безнісківці, Цівківці, Ходорівці, Янчинці, Кульчіївці, Баговиця, Станіславівка. Внаслідок поразки визвольних змагань на початку XX століття, село надовго окуповане російсько-більшовицькими загарбниками.
Радянська окупація принесла колективізацію та розкуркулення, мешканці села зазнали репресій.
В 1932–1933 селяни села пережили жахливі події — Голодомор.
З 1991 року в складі незалежної України.
З 14 серпня 2017 року шляхом об'єднання сільських рад, село увійшло до складу Слобідсько-Кульчієвецької сільської громади, до цього органом місцевого самоврядування була Врубловецька сільська рада.

## Населення
Населення становить 113 осіб.

## Охорона природи
Село лежить у межах національного природного парку «Подільські Товтри».